# Collegio di Stirling
Stirling è stato un collegio elettorale scozzese della Camera dei comuni del Parlamento del Regno Unito. Eleggeva un membro del Parlamento con il sistema first-past-the-post, ossia maggioritario a turno unico; il collegio è stato abolito con la revisione del 2024, ed è stato sostituito dal Stirling and Strathallan.

## Confini
- 1983–1997: le divisioni elettorali del Distretto di Stirling di Airthrey, Bannockburn, Castle, Dounebraes, Menteith, Queensland, St Ninians, Strathendrick, Viewforth e Wallace.
- 1997–2005: le divisioni elettorali del Distretto di Stirling di Bannockburn, Castle, Dounebraes, Menteith, Queensland, St Ninians, Strathendrick, Viewforth e Wallace.
- 2005–2024: il consiglio dell'area di Stirling

Il collegio copriva l'intera area del consiglio di Stirling; gran parte dell'area era rurale, e tendeva a votare conservatore, anche se alcune grandi città nella parte orientale, in particolare Stirling, tendevano a votare laburista. Il collegio ha avuto un breve intermezzo (2015—2017) di voto nazionalista. Esiste un collegio con nome identico per l'elezione del Parlamento scozzese.

## Storia
L'area coperta dal collegio fu rappresentata in origine alla Camera dei Comuni in conseguenza dell'Atto di Unione nel 1708; la città-contea di Stirling era rappresentata all'interno del collegio di Stirling Burghs e la contea era rappresentata da Stirlingshire, ognuna delle quali eleggeva un deputato.
Nel 1918 Stirling Burghs fu abolita e Stirling venne da allora rappresentata da Stirling and Falkirk Burghs, e dal 1974 da Stirling, Falkirk and Grangemouth. Insieme al Clackmannanshire la contea venne rappresentata da Clackmannan and Eastern Stirlingshire e Stirling and Clackmannan Western (in seguito Stirlingshire West).
L'ultimo collegio di Stirling fu istituito nel 1983; nel 2005, la porzione occidentale di Ochil fu inclusa in Stirling. Nel 2024 il collegio venne abolito e sostituito da Stirling and Strathallan

## Descrizione
Stirling era un grande collegio della Scozia centrale, e copriva l'area del Consiglio di Stirling.
La popolazione del collegio era in prevalenza concentrata intorno alla storica città di Stirling e nelle aree circostanti di Bannockburn, Bridge of Allan e Dunblane, situate nella parte orientale del collegio intorno al fiume Forth e ai suoi affluenti. L'area consisteva in un misto di quartieri di tendenza conservatrice nella parte settentrionale e occidentale, come Bridge of Allan e Dunblane e i quartieri di Stirling di Cambusbarron, Kings Park e Torbrex, e aree più degradate di tendenza nazionalista come Raploch e la parte sud-orientale di Stirling, oltre a Bannockburn e i villaggi di Cowie, Fallin e Plean, situati a sud-est della città.
I confini del collegio si estendevano a ovest seguendo valli dei fiumi Forth e Teith, andando fino ai glen boschivi dei Trossachs sul lato orientale di Loch Lomond and The Trossachs National Park. Il collegio copriva anche le aree scarsamente popolate sulla costa orientale di Loch Lomond, e comprendeva una serie di loch, come Loch Katrine e Loch Venachar.
Diversi piccoli villaggi punteggiavano i corridoi delle strade A84, A85 e A811, incluso Callander, riconosciuto come l'accesso al Loch Lomond and The Trossachs National Park, e più in generale come accesso alle Highland scozzesi. L'area era in prevalenza di tendenza conservatrice.

## Politica
Quando il collegio fu creato per le elezioni generali nel Regno Unito del 1983 combinando alcune parti settentrionali di West Stirlingshire con la città di Stirling che faceva parte di  Stirling, Falkirk and Grangemouth e alcune parti meridionali dell'ex Kinross and Western Perthshire, il collegio pareva essere un seggio sicuro per i conservatori, con Michael Forsyth che aveva vinto l'elezione precedente con un vantaggio di 5.133 sul primo sfidante. Divenne un seggio conteso tra laburisti e conservatori nel 1983 e 1987, quando Forsyth tenne il seggio con meno di 1.000 voti di vantaggio in entrambe le elezioni.
I laburisti vinsero a Stirling alle elezioni del 1997 e ottennero anche il seggio omonimo del Parlamento scozzese con un vantaggio di più del 10% alle elezioni parlamentari in Scozia del 2007. Il collegio di Westminster rimase laburista alle elezioni generali del 2010, anche se alle elezioni del 2015 cadde in mano al Partito Nazionale Scozzese, sull'onda del grande successo del partito di quell'anno. Più di recente, i conservatori avanzarono nel collegio, arrivando secondi nel collegio di Stirling del Parlamento scozzese, e ottenendo più voti del SNP alle elezioni locali del 2017. Alle elezioni generali del 2017 Stephen Kerr fu eletto deputato, divenendo il primo conservatore a rappresentare Stirling da più di 20 anni.
Stirling votò contro la proposta di una Scozia indipendente con un margine di 59,8% contro il 40,2%; al Referendum sulla permanenza del Regno Unito nell'Unione europea del 2016 il 67,7% dei votanti a Stirling votò per rimanere parte dell'Unione europea.

## Membri del parlamento
| Elezione | Elezione | Deputato              | Partito          |
| -------- | -------- | --------------------- | ---------------- |
|          | 1983     | Michael Bruce Forsyth | Conservatore     |
|          | 1997     | Dame Anne McGuire     | Laburista        |
|          | 2015     | Steven Paterson       | SNP              |
|          | 2017     | Stephen Kerr          | Conservatore     |
|          | 2019     | Alyn Smith            | SNP              |
|          | 2024     | Collegio abolito      | Collegio abolito |

## Risultati elettorali

### Elezioni negli anni 2010
| Partito                    | Partito                                     | Candidato                  | Risultati 12 dicembre 2019 | Risultati 12 dicembre 2019 |
| Partito                    | Partito                                     | Candidato                  | Voti                       | %                          |
| -------------------------- | ------------------------------------------- | -------------------------- | -------------------------- | -------------------------- |
|                            | SNP                                         | Alyn Smith                 | 26 895                     | 51,11                      |
|                            | Conservatore                                | Stephen Kerr               | 17 641                     | 33,53                      |
|                            | Laburista                                   | Mary-Kate Ross             | 4 275                      | 8,12                       |
|                            | Lib Dem                                     | Fayzan Rehman              | 2 867                      | 5,45                       |
|                            | Verdi                                       | Bryan Quinn                | 942                        | 1,79                       |
|                            |                                             |                            |                            |                            |
| Iscritti                   | Iscritti                                    | Iscritti                   | 68 473                     | 100,00                     |
| ↳ Votanti (% su iscritti)  | ↳ Votanti (% su iscritti)                   | ↳ Votanti (% su iscritti)  | 52 620                     | 76,85                      |
| ↳ Astenuti (% su iscritti) | ↳ Astenuti (% su iscritti)                  | ↳ Astenuti (% su iscritti) | 15 853                     | 23,15                      |
|                            |                                             |                            |                            |                            |
|                            | Esito: collegio passa da Conservatore a SNP |                            |                            |                            |

| Partito                    | Partito                                     | Candidato                  | Risultati 8 giugno 2017 | Risultati 8 giugno 2017 |
| Partito                    | Partito                                     | Candidato                  | Voti                    | %                       |
| -------------------------- | ------------------------------------------- | -------------------------- | ----------------------- | ----------------------- |
|                            | Conservatore                                | Stephen Kerr               | 18 291                  | 37,06                   |
|                            | SNP                                         | Steven Paterson            | 18 143                  | 36,76                   |
|                            | Laburista                                   | Chris Kane                 | 10 902                  | 22,09                   |
|                            | Lib Dem                                     | Wendy Chamberlain          | 1 683                   | 3,41                    |
|                            | Women's Equality                            | Kirstein Rummery           | 337                     | 0,68                    |
|                            |                                             |                            |                         |                         |
| Iscritti                   | Iscritti                                    | Iscritti                   | 66 428                  | 100,00                  |
| ↳ Votanti (% su iscritti)  | ↳ Votanti (% su iscritti)                   | ↳ Votanti (% su iscritti)  | 49 356                  | 74,30                   |
| ↳ Astenuti (% su iscritti) | ↳ Astenuti (% su iscritti)                  | ↳ Astenuti (% su iscritti) | 17 072                  | 25,70                   |
|                            |                                             |                            |                         |                         |
|                            | Esito: collegio passa da SNP a Conservatore |                            |                         |                         |

| Partito                    | Partito                                  | Candidato                  | Risultati 7 maggio 2015 | Risultati 7 maggio 2015 |
| Partito                    | Partito                                  | Candidato                  | Voti                    | %                       |
| -------------------------- | ---------------------------------------- | -------------------------- | ----------------------- | ----------------------- |
|                            | SNP                                      | Steven Paterson            | 23 783                  | 45,62                   |
|                            | Laburista                                | Johanna Boyd               | 13 303                  | 25,52                   |
|                            | Conservatore                             | Stephen Kerr               | 12 051                  | 23,11                   |
|                            | Verdi                                    | Mark Ruskell               | 1 606                   | 3,08                    |
|                            | Lib Dem                                  | Elisabeth Wilson           | 1 392                   | 2,67                    |
|                            |                                          |                            |                         |                         |
| Iscritti                   | Iscritti                                 | Iscritti                   | 67 270                  | 100,00                  |
| ↳ Votanti (% su iscritti)  | ↳ Votanti (% su iscritti)                | ↳ Votanti (% su iscritti)  | 52 135                  | 77,50                   |
| ↳ Astenuti (% su iscritti) | ↳ Astenuti (% su iscritti)               | ↳ Astenuti (% su iscritti) | 15 135                  | 22,50                   |
|                            |                                          |                            |                         |                         |
|                            | Esito: collegio passa da Laburista a SNP |                            |                         |                         |

| Partito                    | Partito                                | Candidato                  | Risultati 6 maggio 2010 | Risultati 6 maggio 2010 |
| Partito                    | Partito                                | Candidato                  | Voti                    | %                       |
| -------------------------- | -------------------------------------- | -------------------------- | ----------------------- | ----------------------- |
|                            | Laburista                              | Anne McGuire               | 19 558                  | 41,80                   |
|                            | Conservatore                           | Bob H. Dalrymple           | 11 204                  | 23,94                   |
|                            | SNP                                    | Alison J. Lindsay          | 8 091                   | 17,29                   |
|                            | Lib Dem                                | Graham Reed                | 6 797                   | 14,53                   |
|                            | Verdi                                  | Mark Ruskell               | 746                     | 1,59                    |
|                            | UKIP                                   | Paul Henke                 | 395                     | 0,84                    |
|                            |                                        |                            |                         |                         |
| Iscritti                   | Iscritti                               | Iscritti                   | 66 088                  | 100,00                  |
| ↳ Votanti (% su iscritti)  | ↳ Votanti (% su iscritti)              | ↳ Votanti (% su iscritti)  | 46 791                  | 70,80                   |
| ↳ Astenuti (% su iscritti) | ↳ Astenuti (% su iscritti)             | ↳ Astenuti (% su iscritti) | 19 297                  | 29,20                   |
|                            |                                        |                            |                         |                         |
|                            | Esito: collegio confermato a Laburista |                            |                         |                         |

### Elezioni negli anni 2000
| Partito                    | Partito                                | Candidato                  | Risultati 5 maggio 2005 | Risultati 5 maggio 2005 |
| Partito                    | Partito                                | Candidato                  | Voti                    | %                       |
| -------------------------- | -------------------------------------- | -------------------------- | ----------------------- | ----------------------- |
|                            | Laburista                              | Anne McGuire               | 15 729                  | 36,00                   |
|                            | Conservatore                           | Stephen Kerr               | 10 962                  | 25,09                   |
|                            | Lib Dem                                | Kelvin Holdsworth          | 9 052                   | 20,72                   |
|                            | SNP                                    | Frances McGlinchey         | 5 503                   | 12,60                   |
|                            | Verdi                                  | Richard Illingworth        | 1 302                   | 2,98                    |
|                            | Socialista                             | Rowland Sheret             | 458                     | 1,05                    |
|                            | Indipendente                           | James McDonald             | 261                     | 0,60                    |
|                            | Cristiano                              | Michael Willis             | 215                     | 0,49                    |
|                            | UKIP                                   | Matthew Desmond            | 209                     | 0,48                    |
|                            |                                        |                            |                         |                         |
| Iscritti                   | Iscritti                               | Iscritti                   | 64 356                  | 100,00                  |
| ↳ Votanti (% su iscritti)  | ↳ Votanti (% su iscritti)              | ↳ Votanti (% su iscritti)  | 43 691                  | 67,89                   |
| ↳ Astenuti (% su iscritti) | ↳ Astenuti (% su iscritti)             | ↳ Astenuti (% su iscritti) | 20 665                  | 32,11                   |
|                            |                                        |                            |                         |                         |
|                            | Esito: collegio confermato a Laburista |                            |                         |                         |

| Partito                    | Partito                                | Candidato                  | Risultati 7 giugno 2001 | Risultati 7 giugno 2001 |
| Partito                    | Partito                                | Candidato                  | Voti                    | %                       |
| -------------------------- | -------------------------------------- | -------------------------- | ----------------------- | ----------------------- |
|                            | Laburista                              | Anne McGuire               | 15 175                  | 42,23                   |
|                            | Conservatore                           | Geoff Mawdsley             | 8 901                   | 24,77                   |
|                            | SNP                                    | Fiona Macaulay             | 5 877                   | 16,36                   |
|                            | Lib Dem                                | Clive Freeman              | 4 208                   | 11,71                   |
|                            | Socialista                             | Charles Mullen             | 1 012                   | 2,82                    |
|                            | Verdi                                  | Mark Ruskell               | 757                     | 2,11                    |
|                            |                                        |                            |                         |                         |
| Iscritti                   | Iscritti                               | Iscritti                   | 53 072                  | 100,00                  |
| ↳ Votanti (% su iscritti)  | ↳ Votanti (% su iscritti)              | ↳ Votanti (% su iscritti)  | 35 930                  | 67,70                   |
| ↳ Astenuti (% su iscritti) | ↳ Astenuti (% su iscritti)             | ↳ Astenuti (% su iscritti) | 17 142                  | 32,30                   |
|                            |                                        |                            |                         |                         |
|                            | Esito: collegio confermato a Laburista |                            |                         |                         |

## Risultati dei referendum

### Referendum sulla permanenza del Regno Unito nell'Unione europea del 2016
|        | Collegio    | Lasciare UE % | Rimanere in UE % |
| ------ | ----------- | ------------- | ---------------- |
|        | Stirling    | 32,3%         | 67,7%            |
| Scozia | 38,0%       | 62,0%         |                  |
|        | Regno Unito | 51,9%         | 48,1%            |

### Referendum sull'indipendenza della Scozia del 2014
|        | Collegio  | Voti NO | % No      | Voti SI | % Sì  |
| ------ | --------- | ------- | --------- | ------- | ----- |
|        | Stirling  | 37 153  | 59,8%     | 25 010  | 40,2% |
| Scozia | 2 001 926 | 55,3%   | 1 617 989 | 44,7%   |       |